# Tat'jana Kotova (modella)
Tat'jana Nikolaevna Kotova (in russo Татьяна Николаевна Котова?; Rostov sul Don, 3 settembre 1985) è una modella, cantante e attrice russa.

## Biografia
Nel 2006 ha vinto il titolo di Miss Russia, ottenendo così la possibilità di rappresentare la Russia in occasione dei concorsi di bellezza internazionali Miss Mondo 2007 e Miss Universo 2007. In entrambi i concorsi, però la Kotova non è riuscita ad entrare nella rosa delle finaliste.
A marzo 2008 si è unita al gruppo musicale Pop russo/ucraino VIA Gra, prendendo il posto della fuoriuscita Vera Brežneva. A marzo 2010, la Kotova ha lasciato il gruppo, ed il suo posto è stato preso da Eva Bušmina.
Poco dopo aver lasciato il gruppo, sempre nel 2010, inizia una carriera da solista, rilasciando il primo singolo He (Он).
Il 21 luglio 2017 pubblica il suo primo album intitolato Labirinto (Лабиринт), che contiene anche un singolo rilasciato negli anni precedenti: Sarò più forte (Я буду сильней)